# Werner von Siemens
Ernst Werner von Siemens (13. prosince 1816 Lenthe, Prusko – 6. prosince 1892 Charlottenburg) byl německý elektrotechnik, vynálezce a průmyslník. Objevil elektrodynamický princip a je považován za zakladatele moderní elektrotechniky, zejména elektroenergetické technologie. Byl jedním ze zakladatelů společnosti Telegraphen Bau-Anstalt von Siemens & Halske, která po jeho smrti byla přeměněna na akciovou společnost, ze které vzešla dnešní Siemens AG.

## Život

### Profesionální kariéra
Narodil se v pruském městečku Lenthe blízko Hannoveru. Byl čtvrtý ze šestnácti dětí Christiana Ferdinanda Siemense, který se živil pronajímáním statků. Jeho otec a babička byli jeho prvními učiteli. Později navštěvoval rok měšťanskou školu v Schönbergu, tři roky ho učil soukromý učitel a tři roky studoval na gymnáziu Katharineum v Lübecku. Studium skončil předčasně, ale i přesto se chtěl vzdělávat dále na univerzitě. Zajímaly ho hlavně přírodní vědy a matematika, ale na univerzitu nenastoupil, protože rodině se nedostávalo prostředků. Proto mladý Werner Siemens nastoupil jako devatenáctiletý do armády, kde sloužil celých 14 let. Díky tomu mohl na Dělostřelecké a technické akademii v Berlíně tři roky studovat fyziku, chemii, matematiku a balistiku. Poznal tam vynikající učitele, především Georga Ohma a Heinricha Magnuse.
Svůj první pruský patent obdržel roku 1842 za objev principu galvanického postříbřování a pozlacování. Přišel na něj ve vězení, kam byl odsouzen za účast na souboji v roce 1840. Za peníze získané z prodeje patentu podporoval své sourozence, aby mohli studovat po smrti rodičů.
Byl autorem řady dalších vynálezů a patentů: elektrického zapalování mořských min, regulátoru chodu parního stroje, zdokonalil tisk ze zinkových desek. Jeho hlavním zájmem byl telegraf a rozhodl se svou kariéru spojit s tímto oborem. V roce 1847 založil společně s mechanikem Johannem Georgem Halskem (1814–1890) firmu Telegraphen Bau-Anstalt von Siemens & Halske, nyní Siemens AG. V roce 1849 Siemens odešel z armády, když dostal významnou zakázku na vybudování státní telegrafní sítě v Prusku. Všechny své dosavadní poznatky o telegrafii zpracoval ve spise Mémoire sur la télégraphie électrique (Pojednání o elektrické telegrafii), které předložil francouzské Akademii věd. Pokládání telegrafních kabelů se stalo jádrem podnikání firmy Siemens, která se rychle rozrůstala. Měla svou pobočku v carském Rusku, kde se usadil Wernerův bratr Karl. Prostřednictvím bratra Wilhelma zase uplatnil své vynálezy v Anglii při budování telegrafního spojení s Indií a pokládání podmořských kabelů. Roku 1865 tam založili firmu Siemens Brothers. 

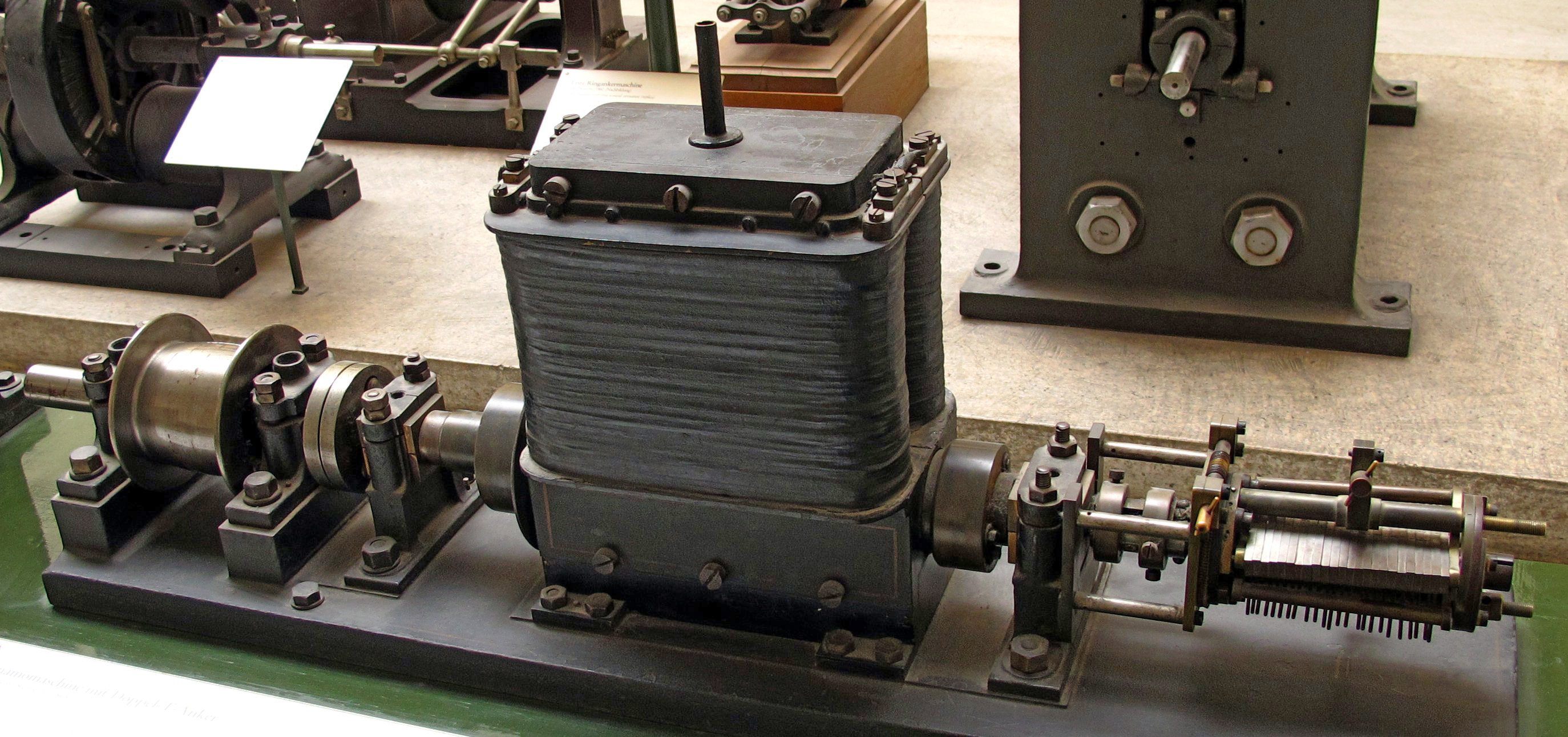
Siemensovo dynamo

Siemens se zabýval myšlenkou na získání nového zdroje elektrického proudu pro telegraf na bázi magnetického pole. V roce 1866 sestrojil dynamo s vlastním buzením, ve kterém použil k vytvoření magnetického pole kolem otáčejících se částí elektromagnetické vodiče. Ty byly navinuty v drážkách s průřezem ve tvaru dvojitého T indukčním vinutím (později označovaném jako Siemensova kotva). Tento magnetoinduktor, vyráběný v Siemensově továrně v tisícových sériích, byl zprvu používán jen jako zdroj volacích telefonních signálů. Později se jeho použití rozšířilo i na výrobu elektřiny pro osvětlování a pohon strojů. V roce 1879 na Berlínské průmyslové výstavě velký zájem vyvolala elektrická lokomotiva, vyrobená u Siemense. 
Po vynálezu telefonu se Siemens koncem sedmdesátých let pustil také do výroby přístrojů a budování telefonních sítí. Zabýval se vývojem nového typu kabelu a v roce 1884 dostal patent na trubkový koaxiální kabel, který umožňoval nerušený přenos signálu.

### Soukromý život

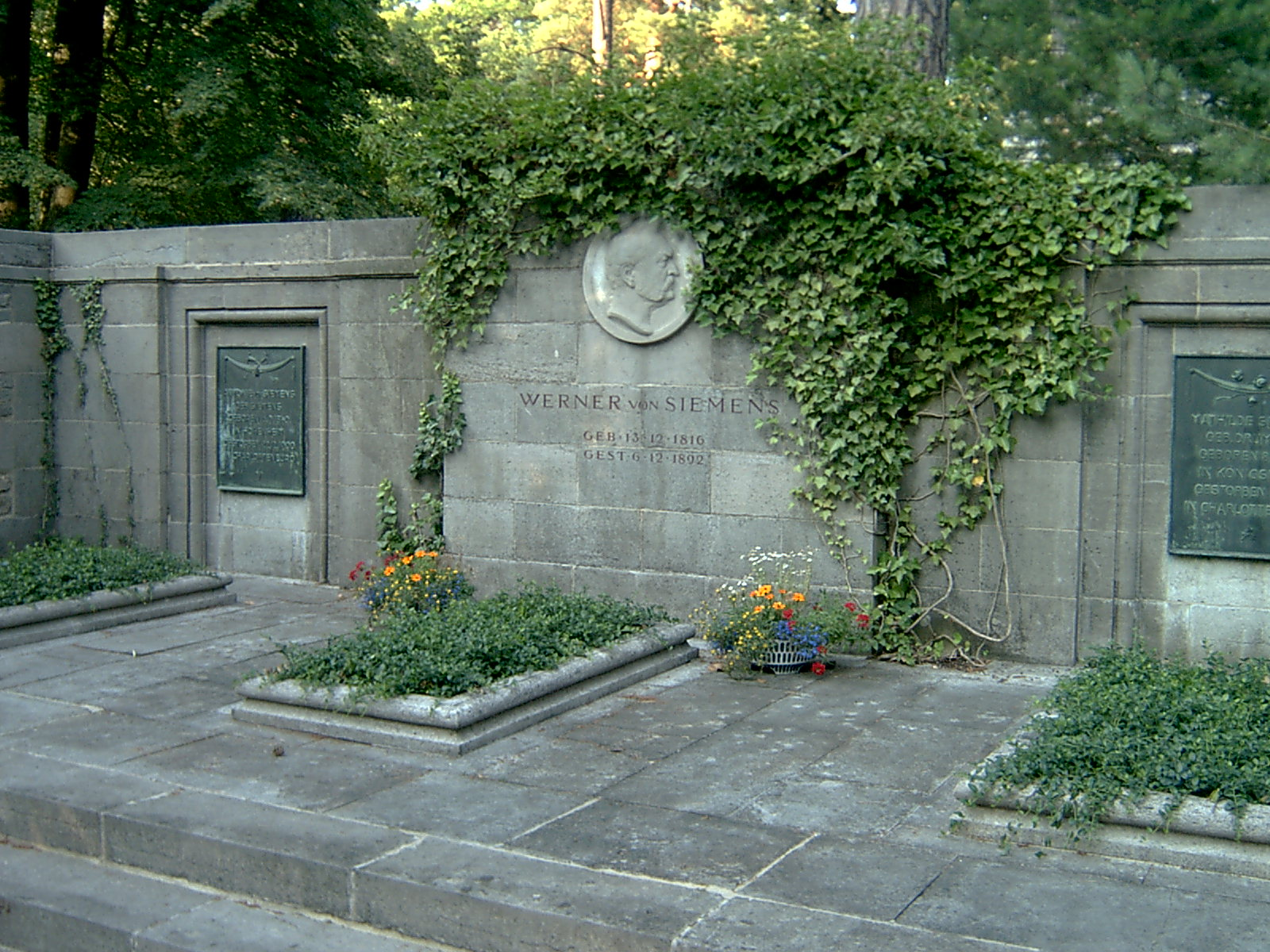
hrob rodiny Wernera von Siemense na hřbitově Stahnsdorf

V roce 1852 se Werner Siemens oženil se svou vzdálenou neteří Mathildou Drumannovou (1824–1865). Toto třináctileté manželství skončilo Mathildiným úmrtím na rodinnou plicní chorobu. Během manželství se jim narodili dva synové a dvě dcery. V roce 1869 se znovu oženil se svou vzdálenou příbuznou Antonií Siemensovou, se kterou měl dceru a syna.
V roce 1887 se stal majitelem šestisethektarového panství a zámku v berlínské oblasti Biesdorf, které však již v roce 1889 ji převedl na svého syna Wilhelma. Firmu postupně předal svým synům. Od roku 1889 do roku 1892 Siemens během letních prázdnin psal ve svém rekreačním domě v Harzburgu své paměti, které byly publikovány krátce před jeho smrtí.
Dne 6. prosince 1892 podlehl Werner von Siemens v Berlíně zápalu plic. Byl pohřben na hřbitově Luisenfriedhof v Charlottenburgu a později byly jeho ostatky přemístěny do hrobky rodiny Siemensů na novém hřbitově Stahnsdorf jihozápadně od Berlína.
Jeho bratři Hans (1818–1867), Carl Wilhelm (1823–1883), Friedrich (1826–1904) a Carl Heinrich (1829–1906) byli také podnikateli a vynálezci.

## Ocenění
V roce 1860 byl Werneru Siemensovi propůjčen čestný doktorát berlínské univerzity. Na Světové výstavě 1867 v Paříži, kde Siemens prezentoval svůj generátor pracující na dynamoelektrickém principu, byl vyznamenán Řádem čestné legie. V roce 1874 byl Werner Siemens přijat za člena Pruské akademie věd, kde pravidelně přednášel a publikoval. 18. ledna 1886 byl vyznamenán řádem Pour le Mérite „za vědu a umění“. Byl členem „Berlínské společnosti pro antropologii, etnologii a prehistorii“. V roce 1887 byl zvolen členem Německé akademie věd Leopoldina.
Za svůj přínos vědě a společnosti byl Werner Siemens císařem Fridrichem III. povýšen 5. května 1888 do šlechtického stavu. Jeho jméno nese jednotka elektrické vodivosti.
Od roku 1997 je v České republice udělována Cena Wernera von Siemense studentům, mladým pedagogům a vědcům z českých univerzit za jejich iniciativu a úspěchy při sbližování vědy a průmyslu. 